# Kreuzgangstraße

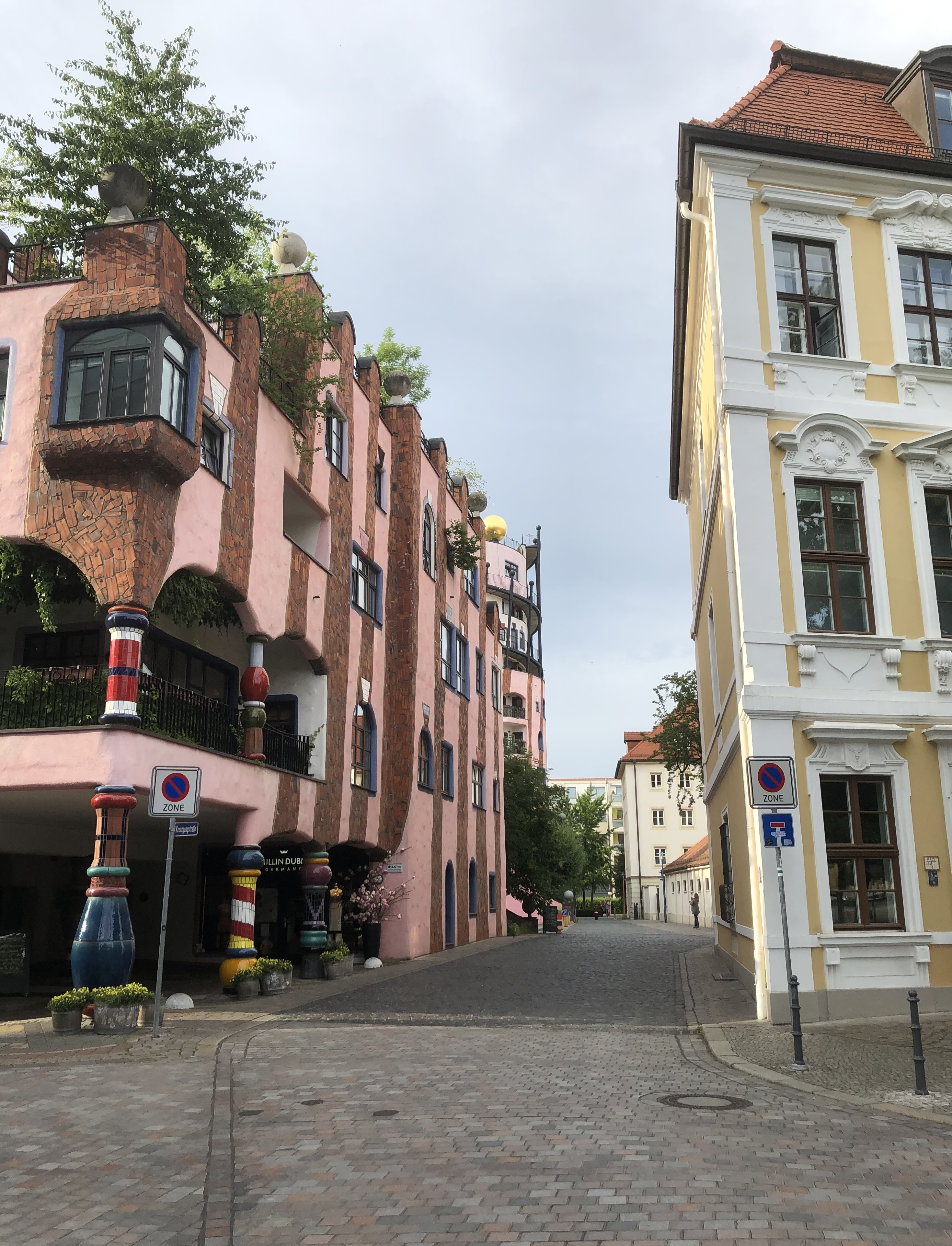
Blick durch die Kreuzgangstraße von Süden nach Norden, 2020

Die Kreuzgangstraße ist eine Straße in Magdeburg in Sachsen-Anhalt.

## Lage und Verlauf
Die Straße befindet sich in der Magdeburger Altstadt. Sie beginnt im Süden am Domplatz, wo von Westen auch die Arthur-Ruppin-Straße einmündet und verläuft von dort aus über etwa 100 Meter nach Nordosten bis zum Eberhard-Hübner-Platz.
Eine Hausnummerierung besteht nicht, die angrenzenden Gebäude gehören jeweils zu anderen Straßen oder Plätzen, obwohl Zugänge auch von der Kreuzgangstraße aus bestehen. Auf der Westseite der Kreuzgangstraße erstreckt sich die Grüne Zitadelle, auf der Ostseite der Gebäudekomplex des Landtages von Sachsen-Anhalt.
Historisch verlief die Straße jedoch nicht in Nord-Süd-Richtung, sondern in West-Ost-Richtung vom Breiten Weg bis zur Regierungsstraße. Von Süden mündeten zwei Durchgänge vom Domplatz her ein. Auf der Nordseite traf die Poststraße auf die Kreuzgangstraße. Die Hausnummerierung verlief von der Südwestecke mit der Nummer 1 an zunächst auf der Südseite nach Osten. Nach der Einmündung eines Durchgangs zum Domplatz, der in etwa dem heutigen südlichen Teil der Kreuzgangstraße entspricht, folgte auf der Südseite noch die Nummer 2. Die Nummer 3 befand sich schon auf der Nordseite im Osten an der Einmündung der Regierungsstraße. Dort verlief die Hausnummerierung aufsteigend nach Westen bis zur Nummer 5. Nach der Einmündung der Poststraße folgten die weiteren Nummern 6 bis 11.

## Geschichte

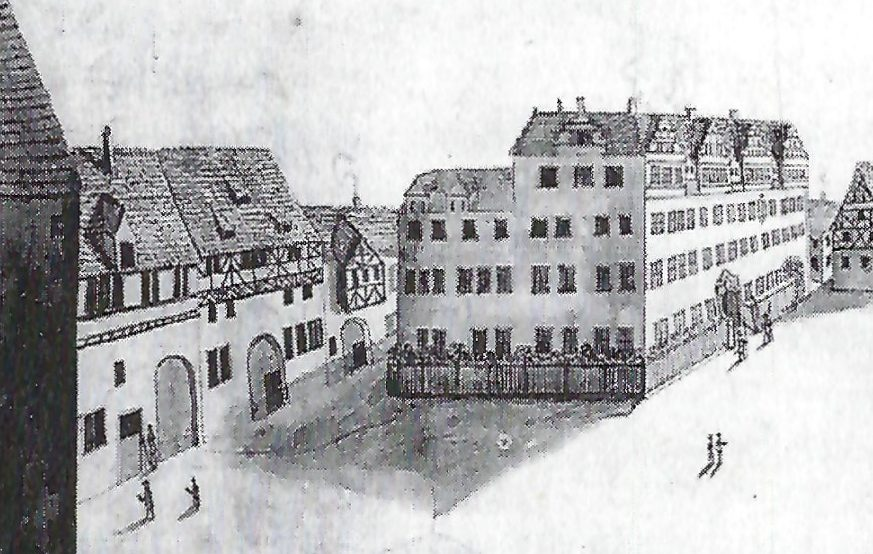
Blick in die Kreuzgangstraße in der zweiten Hälfte des 17. Jahrhunderts; links die Häuser der Kreuzgangstraße noch als nördliche Bebauung des Domplatzes, rechts die Möllendorfsche Kurie (heute Domplatz 6)

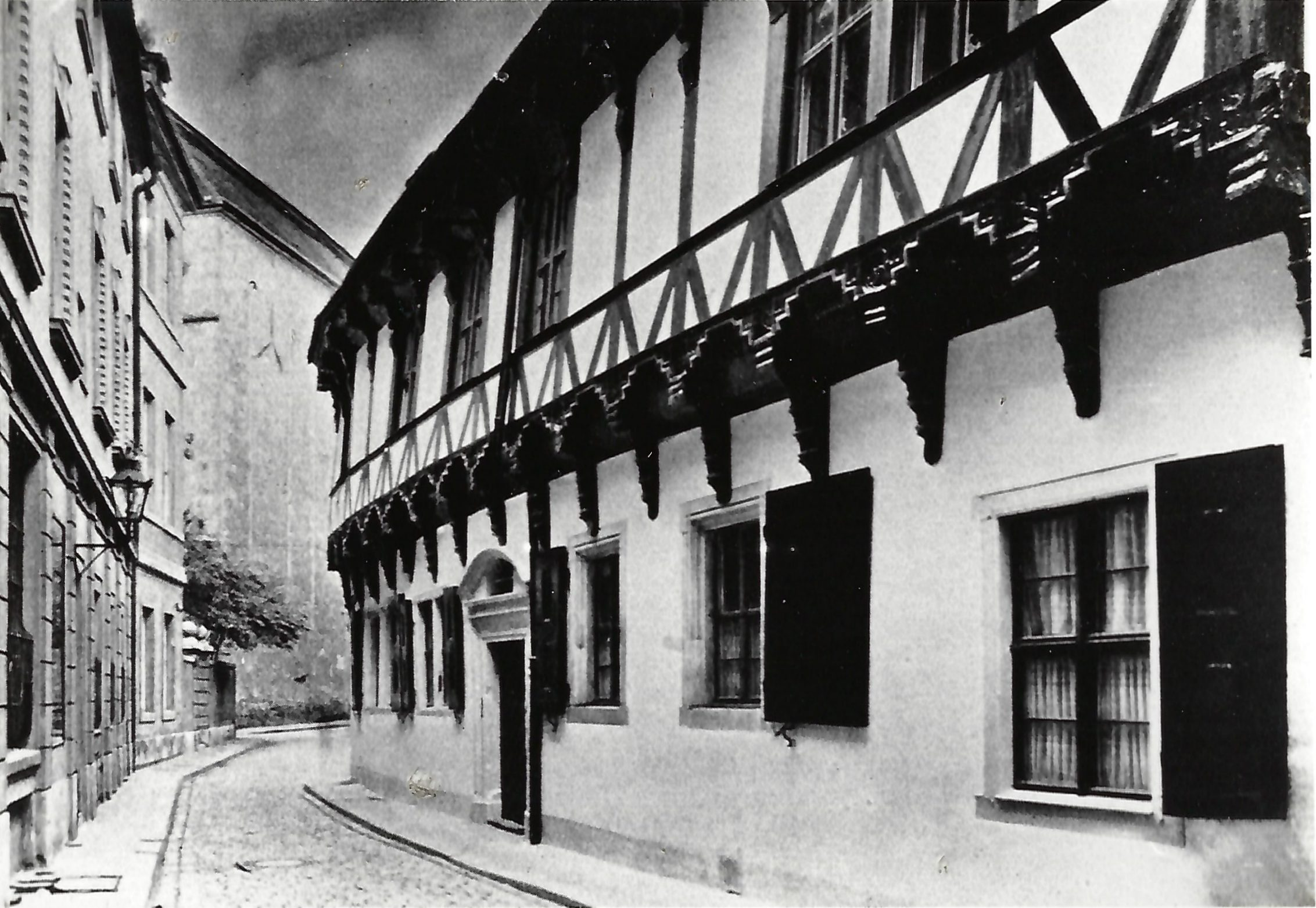
Blick durch die Kreuzgangstraße von Osten nach Westen, vor 1945

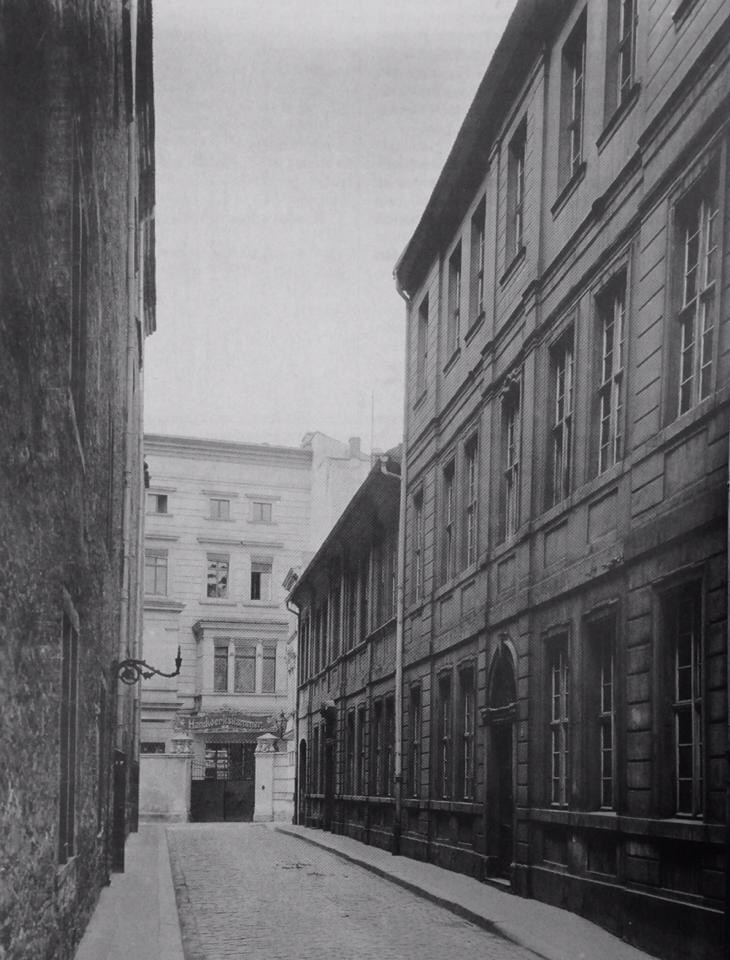
Blick von Osten in den westlichen Teil der Kreuzgangstraße, 1910

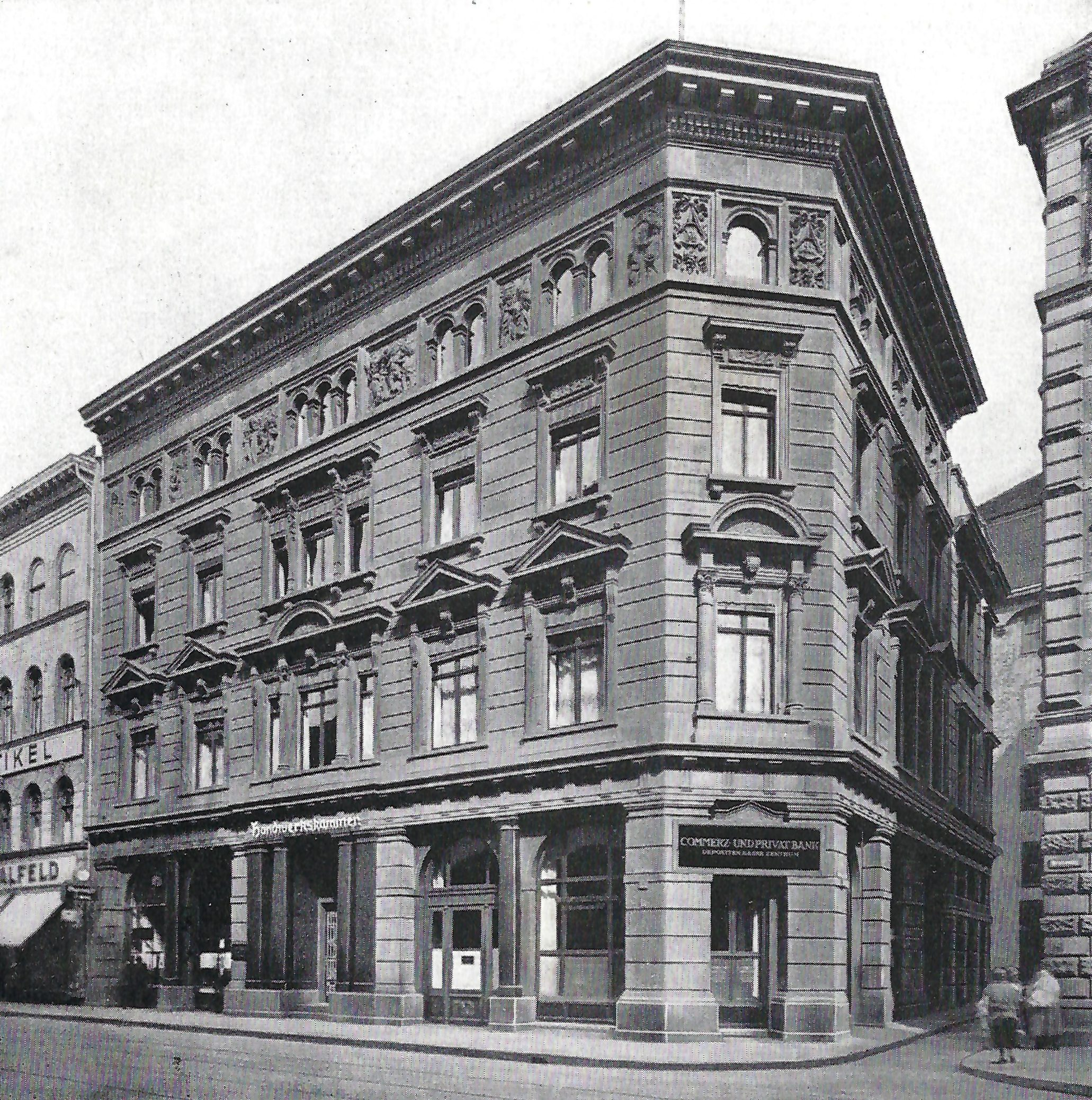
Einmündung der Kreuzgangstraße auf den Breiten Weg (rechts)

Ältester Teil der Straße war ein bereits 1401 für den westlichsten Teil genannter Schling. Er führte vom Breiten Weg aus nach Osten bis zum Westportal der damals hier bestehende Nikolaikirche. Während sich südlich die Nikolaikirche befand, erstreckte sich auf der Nordseite das Dormitorium der Stiftsherren von St. Nikolai. Zuletzt wurde dieses Schlafhaus im Jahr 1504 erwähnt. Es wird angenommen, dass dieser Bereich schon vor der Zerstörung der Stadt im Jahr 1631 wüst gelegen hatte und dort mehrere kleine Häuser errichtet worden waren. Der in diesem Bereich ebenfalls befindliche Kreuzgang des Nikolaistifts, der der Straße den Namen gab, war wohl so massiv gebaut, dass er die Zerstörung der Stadt überstand. Im 18. Jahrhundert war jedoch die Nordseite des Kreuzgangs zum Teil eingestürzt. Oberhalb des Kreuzgangs befanden sich große Böden, die vom Nikolaikapitel als Kornspeicher genutzt worden. Während der Herrenmesse verpachtete das Kapitel den Kreuzgang an auswärtige Händler. 1545 entstand ein Streit, da der Marktmeister für die im Kreuzgang untergebrachten Verkaufsstellen versuchte das Stättegeld zur Messezeit einzuziehen. Das Kapitel protestierte hiergegen und macht geltend, dass schon in alter Zeit, und somit wohl auch vor der Reformation, die Verpachtung so erfolgt sei und die Stadt kein Recht habe, für die Stellen im Kreuzgang Stättegeld einzuziehen. Der Streit dauerte letztlich noch bis 1684 an und wurde dann vom Administrator Augustus von Sachsen zugunsten des Kapitels entschieden.
Der Zugang zum östlichen Teil der Kreuzgangstraße erfolgte vom westlich gelegenen Breiten Weg her, durch den Kreuzgang. Man musste zunächst mehrere Stufen hinab und dann nach Osten wieder hinauf.
In der Zeit nach der Zerstörung der Stadt von 1631 muss der Bereich unsauber, verwinkelt und insgesamt unangenehm sein. Der Stiftssenior Stephan Lentke wollte 1680 hier ein wüstes Grundstück kaufen, damit nicht Unflat und ein Hurenwinkel entstünde.
Fürst Leopold von Dessau beabsichtigte dann durch den Bereich des Kreuzgangs vom Breiten Weg nach Osten bis zum dort entstandenen Posthaus eine neue Straße anzulegen. Dechant Stilcke und das Kapitel wandten sich dagegen und führten an, dass der Kreuzgang fest mit der wiederhergestellten Nikolaikirche verbunden wäre und beim Abriss des Kreuzgangs eine Beschädigung der Kirche zu befürchten sei. Vermutlich auf Betreiben Leopolds erging dann jedoch am 5. Juli 1723 eine Königliche Ordre eine neue Gasse anzulegen und mit Häusern zu versehen. Der Geheime Rat von Kraut und Regierungsrat Nappius wurden beauftragt, mit dem Kapitel des Nikolaistifts zu einer Einigung zu gelangen. Das Stift wehrte sich trotzdem weiter. Es wies auf die Stabilität des Kreuzganges und die dort vom Stift genutzten Kornböden hin. Außerdem wurde kritisiert, dass für den beabsichtigten Bau der Häuser, der neben dem Kreuzgang befindliche und seit der Zeit der Pest stark belegte Friedhof, genutzt werden müsste. Am 22. Mai 1724 ließ Leopold dem Stift übermitteln, dass, wenn das Stift nicht bis 2 Uhr beginne, den Kreuzgang abzubrechen, 20 Steinbrecher geschickt würden. Tatsächlich gingen sie dann pünktlich um 2 Uhr an den Abbruch. So wurde dann eine vom Breiten Weg aus durchgehende Kreuzgangstraße angelegt.
Der westliche Teil zwischen damaliger Poststraße und Regierungsstraße war zunächst nur auf der Nordseite bebaut und bildete so den nördlichen Abschluss des Domplatzes. Erst Anfang der 1720er Jahre wurden dann die Häuser Domplatz 7, 8 und 9 südlich davor gesetzt, so dass auch in diesem Bereich eine Straße entstand. Aufgrund der unterschiedlichen Entstehungsgeschichte wichen zunächst auch die Namen voneinander ab. Der westliche Teil wurde als Im Kreuzgang und 1798 Den Kreuzgang bezeichnet. Der östliche Teil hieß zunächst Poststraße, mit Bezug auf das im Haus Nummer 6 untergebrachte Postamt. Den Namen trug erst später die von Norden dort einmündende Straße. Vom Ende des 18. Jahrhunderts bis Anfang des 19. Jahrhunderts war für diesen Teil der Name Alte Poststraße gebräuchlich. In der Zeit bis 1817 erhielt dann auch der östliche Teil den Namen Kreuzgang.
Nach der Zerstörung des Bereichs im Zweiten Weltkrieg wurde die Stadt in der Zeit der DDR abweichend von der historischen Stadtstruktur wieder aufgebaut. Im westlichen Teil entstand ein Wohngebäude in Plattenbauweise. Der östliche Teil wurde als Fachschule für Wasserwirtschaft genutzt und mit entsprechenden Gebäuden überbaut. Die in West-Ost-Richtung verlaufende Kreuzgangstraße war damit weitgehend überbaut. Bestehen blieb jedoch der Zugang zum Domplatz an der Nordwestecke des Platzes, der nur in einem sehr kleinen Abschnitt genau auf dem ursprünglichen Verlauf der Straße liegt. Für diesen jetzt allerdings in Nord-Süd-Richtung verlaufenden Teil blieb der Name Kreuzgangstraße erhalten. Nach politischen Wende des Jahres 1989 wurde die Fachschule dann Sitz des Landtages. 2005 trat an die Stelle des Wohnblocks auf der Westseite die von Friedensreich Hundertwasser entworfene Grüne Zitadelle.

## Historische Häuser der Kreuzgangstraße
Folgende Häuser befanden sich am ursprünglichen Verlauf der Kreuzgangstraße:
| Hausnummer | Name               | Bemerkungen | Bild                                      |
| ---------- | ------------------ | --- | ----------------------------------------- |
| 1 (alt)    |                    | Der Stiftskämmerer Heinrich Lindig erhielt um das Jahr 1700 vom Nikolaistift die Erlaubnis südlich unmittelbar am Westportal der Nikolaikirche ein Haus zu errichten. Er hatte hierfür ein Grundzins von drei Talern zu zahlen. Seine Witwe Anna Elisabeth, geborene Zangenmeister, veräußerte das Haus an den Domprediger Sebastian Lewin Bugäus, der 1713 verstarb. In der Zeit um 1740 war Elisabeth Gomlich, geborene Nöldechen Eigentümerin. Sie erwarb von den Schwarzchen Erben (Breiter Weg 4) einen Teil des Bereichs auf der Südseite der Kirche, beim westlichen Strebepfeiler, dem sogenannten Andreaskapellenplatz der Nikolaikirche, wo sie beabsichtigte Wirtschaftsbauten zu errichten. Von ihr erbten das Anwesen ihre drei Töchter Sophie Luise, verheiratete Rendler, Christiane und Friederike. Die drei verkauften das Grundstück 1764 für 650 Taler an den Kanzleibedienten Heinrich Christoph Weicke, der 1792 verstarb. Sein Erbe war sein Sohn, der Bürgermeister von Neuhaldensleben Adam Gottfried Weicke, der es für 1000 Taler an die Nachbarin vom Breiten Weg 4, Frau Domherr Elisabeth von Münchhausen veräußerte. 1801 erwarb es für 1200 Taler von ihr Frau Faktor Marie Christiane Gerloff, geborene Müller. Später wurde das Haus abgerissen und die Fläche unmittelbar vor der Kirche nicht mehr bebaut. |                                           |
| 1          | Nikolaikirche      | siehe Hauptartikel | Blick von Nordosten auf die Nikolaikirche |
| 2 (alt)    |                    | Im 18. Jahrhundert wurde das Haus als Artilleriemagazin ausgebaut. Später diente es als Hinterhaus der Gebäude Domplatz 7 bis 9. |                                           |
| 3          |                    | Das Haus bildete das nordöstliche Eckhaus zur Regierungsstraße und wurde auch unter der Adresse Regierungsstraße 28 geführt. Später wurde es nur unter der Nummer 28 geführt, die Nummer 3 wurde nicht mehr verwendet. Im Jahr 1631 bildete das Grundstück die Kurie des Domherrn Heinrich von Treskow. Zum Grundstück nahm Treskow eine weitere Kurie, die vor der Zerstörung der Stadt von 1631 vom Kanonikus des Nikolaistiftes Döberitz bewohnt wurde. Sie wurde jedoch bereits um 1642 wieder abgetrennt. In dem zweiten Gebäude wohnte der Domherr Arnold von Wobersnau. Im Anwesen lebte 1631 neben von Treskow mit seiner Familie und Dienerschaft auch Joachim von Treschauw (auch von Milauw) mit Familie und Dienerschaft sowie Rittmeister Hackelberg und mehrere Soldaten. Als Eigentümer folgte auf von Treskow der Domherr Wolfgang Gebhard Freiherr von Warberg, der 1648 jedoch verstarb. Im zweiten Haus lebte vermutlich der bereits 1640 verstorbene Domherr Bernhard von Rohr. Zumindest 1647 wurden seine Töchter als Eigentümerinnen genannt. Im Jahr 1675 waren beide Teile dem Domherrn Georg Job von Marschall zugewiesen. Nach seinem Tod im Jahr 1682 folgte ihm der Domherr Lewin Joachim von der Schulenburg nach, der jedoch die ihm verliehene Kurie nicht selbst bewohnte. Die eine Hälfte nutzte der dann 1687 verstorbene Domherr Christoph Günzel von Kannenberg, die andere hatte der Landschaftsschreiber Joh. August Beckmann angemietet. 1701 gehörte die Kurie Moritz von Hagen genannt Geist. In der Zeit von 1713 bis 1737 war die Kurie die Alvenslebensche Kurie. Für den Inhaber, den Königlichen Großbritannischen und Kurfürstlich hannoverschen Staatsminister Rudolf Anton von Alvensleben, musste jederzeit eine Wohnmöglichkeit im Gebäude bereitstehen. Auf ihn folgte der Domherr und Scholastikus Hermann Graf zu Wartensleben, der ab 1752 Dekan war. Im Gebäude wohnte auch Pronotarius Wohlfahrt zur Miete. Bei Abschluss des Mietvertrages wurde der Zustand des Fachwerkhauses und des Inventars urkundlich festgehalten. In der Zeit von 1761 bis 1774 gehörte die Kurie dem Grafen Friedrich Wilhelm von Wylich und Lottum, 1775 dann dem Domherren Eberhard von Bottlenberg genannt Kessel. Zum Zeitpunkt der Übergabe der Kurie an die Regierung des Königreichs Westphalen hieß das Anwesen Schlabrendorfsche Kurie und gehörte Graf Leopold Wilhelm von Schlabrendorf. König Jerome schenkte das Haus, gemeinsam mit mehreren anderen Häusern in Magdeburg der Stadt. 1816/1817 wurde es als Syphilis- und Krätzekrankenhaus genutzt, später wurde es vermietet. Im Jahr 1823 beabsichtigte das Landgericht Magdeburg das Grundstück zur Anlage eines Gefängnisses zu erwerben. Der Plan wurde jedoch nicht umgesetzt. 1826 erwarb es jedoch der Bankier Sußmann im Auftrag des Gutsbesitzers Vöckelmann-Benekenbeck für 5000 Taler von der Stadt. |                                           |
| 4          |                    | Das Gebäude diente ursprünglich als Dechanei des Nikolaistiftes und war im Jahr 1521 neu erbaut worden. Bei der Zerstörung der Stadt im Jahr 1631 blieb das Gebäude erhalten. Noch 1828 wurde angegeben, dass über der Tür die Jahreszahl 1521 eingeschnitzt war. Daneben befand sich die geschnitzte Abbildung von zwei Hasen, die einen Jäger am Spieß braten. Auch am Gebälk des oberen Stockwerks sollen sich aufwendige Schnitzereien befunden haben. 1631 war Jakob von Bredow Dechant. Im Gebäude wohnte der Junker von Arnstedt mit seiner Ehefrau. Auch noch 1642 und 1702 wurde das Gebäude als Stiftsdechanei bezeichnet. 1720 war das Gebäude baufällig. Das Kapitel beabsichtigte es mit der Genehmigung des Königs abzureißen und ein neues Dechaneigebäude zu erbauen. Bedingung hierfür war jedoch, die Häuser 3 bis 5 in der Flucht weiter zurückversetzt neuzubauen. Vermutlich aus Kostengründen wurde der Plan jedoch nicht umgesetzt. Die Stiftsdekane lebten jedoch dann seit 1720 nicht mehr im Haus, das vermietet wurde. Das Stiftskapitel beschloss 1771 das alte Haus wegen Baufälligkeit zu veräußern, es fand sich jedoch kein Kaufgebot, so dass es erneut vermietet wurde. Im Jahr 1782 erwarb es für 1000 Taler der Weinhändler Joh. Christoph Rickert, der 1797 verstarb. Ihm folgte sein Sohn, der Rittergutsbesitzer Joh. Ernst Friedrich Rickert nach, der es 1801 dem Postmeister Daniel Ernst Eisfeld für 3000 Taler verkaufte. Eisfeld baute das Haus unter Aufwendung großer Kosten aus. |                                           |
| 5          | Kreuzgangstraße 5  | siehe Hauptartikel | Kreuzgangstraße 5                         |
| 6          |                    | Bis zum Jahr 1631 war das Grundstück eine Kurie des Nikolaistiftes. Deren Inhaber war 1631 der Kanonikus Dannenberg. Nach der Zerstörung der Stadt 1631 lag das Grundstück bis zum Jahr 1653 wüst. In diesem Jahr übernahm der Kanonikus und spätere Stiftssenior Franz Ernst von Mynsicht zu Uhrendorf die Brandstätte, wobei er jedoch einen Baukostenzuschuss des Kapitels erhielt. Er wandte 743 Taler für das Haus auf. Mit Vertrag vom 20. Februar 1669 wurden die Verhältnisse neu geregelt. Zwischen der kurfürstlichen Regierung, vertreten durch Postmeister Bulke und Mynsicht wurde vereinbart, dass Mynsicht das Grundstück gegen Erstattung der aufgewendeten Kosten an den Staat überträgt. Das Kapitel erhielt ein Rückkaufsrecht. Kurfürst Friedrich Wilhelm bestätigte den Vertrag am 15./25. März 1669. Das Anwesen diente als kurfürstliches, später königliches Postamt. Die östlich des Hauses damals verlaufende Straße erhielt danach die Bezeichnung Poststraße. Das Gebäude hatte zu diesem Zeitpunkt noch ein Strohdach. Der Möllenvogt mahnte, das feuergefährliche Dach zu ersetzen. Tatsächlich erfolgten diverse Baumaßnahmen auf dem Grundstück. So entstand ein Pferdestall, ein Wagenschuppen, neue Hinterbauten. Das Haupthaus erhielt einen neuen Anstrich. Bis 1675 wurden 429 Taler für Verbesserungen aufgewendet. Wegen der Pest wurde im Jahr 1681 das kurfürstliche Postamt vorübergehend nach Wolmirstedt verlegt. Das Kapitel versuchte dann im Jahr 1712 von seinem Rückkaufsrecht Gebrauch zu machen. König Friedrich I. lehnte dies jedoch mit der Begründung ab, dass das Haus bereits seit 50 Jahren als Postamt genutzt wurde und in dieser Zeit 1900 Taler aufgewendet worden sein. 75 Jahre später, im Jahr 1787, forderte das Stiftskapitel erneut die Umsetzung des Rückkaufsrechtes, gegen Erstattung aller Bauunkosten, ein. Das Generalpostamt Berlin lehnte die Forderung jedoch als verjährt ab. Eine hiergegen 1792 erfolgte Eingabe an den König blieb ebenfalls ohne Erfolg. In der Zeit um 1800 wurde das Postgebäude als altes zweigeschossiges Haus beschrieben. Im Erdgeschoss befand sich das Postkontor, an dessen vorderen Eckfenster Briefe ausgegeben wurden, während die Annahme von Briefen am Hoffenster erfolgte. Außerdem war auf dem Grundstück auch eine Akzisestelle für mit der Post gelieferte Sachen und eine Packkammer. 1812 wurde das Postamt an die Adresse Breiter Weg 205 verlegt. | Blick zur Kreuzgangstraße 6               |
| 7          | Kreuzgangstraße 7  | siehe Hauptartikel | Zeichnung des Portals, 1915               |
| 8          |                    | Das 1712 erbaute Gebäude befand sich am Kirchhof der Nikolaikirche hinter dem ehemaligen Kapitelhaus (der späteren Nummer 10). Beim Abriss des Kreuzganges im Jahr 1724 blieb das Haus erhalten. Oberst Gerhard Cornelius von Walrave ließ jedoch bereits 1723 zwei Kammern des Hauses abbrechen, um Platz für seinen Neubau, die Nummer 7, zu gewinnen. Im Jahr 1746 war das Gebäude bei der Magdeburgischen Städte-Feuersozietät mit 200 Talern versichert. Auch 1789 war das Kapitel noch Eigentümer des Hauses. Später wurde es jedoch abgerissen. |                                           |
| 8a         |                    | Der Schuhflicker Joachim Müller bebaute im Jahr 1696 die innerhalb des Kreuzgangs gelegene Stelle. Es befand sich hinter dem Kapitelhaus auf einer Stelle nach Norden, wo ursprünglich die letzten drei Schwibbögen gestanden hatten. Als Grundzins waren jährlich drei Taler und zwölf Gute Groschen zu zahlen. Der Schwiegersohn Müllers, der Zimmergesell Heinrich Detlef Schrader, übernahm das Gebäude dann 1713. Das Gebäude war von weiterem kleinen Häusern umgeben, denn es wurde als zwischen Schneider und Bebenroth gelegen beschrieben. Im Jahr 1715 erwarb es das Kapitel des Nikolaistifts für 350 Taler und blieb dann Eigentümer. Später wurde das Haus abgerissen. |                                           |
| 9          |                    | Das Haus befand sich hinter dem Kapitelhaus des Nikolaistifts im nördlichen Teil des bereits abgängigen Kreuzgangs. Zunächst stand hier ein kleines Haus. Möglicherweise das Vikarienhaus. Zuletzt gehörte es dem Küster Joh. Christoph Große. Seine Tochter veräußerte es 1700 an das Kapitel für 50 Taler und 12 Groschen. 1712 erwarb es der Schneider Joh. Bebenroth für 120 Taler. Er hatte für das von ihm dort zu errichtenden Haus jährlich 6 Taler Grundzinsen zu zahlen. Bebenroth und seine Ehefrau Auguste, geborene Schetter, veräußerten das Haus 1721 für 1000 Taler an das Kapitel. Es blieb Eigentümer, bis das Haus schließlich abgerissen wurde. |                                           |
| 10 (alt 8) | Kreuzgangstraße 10 | siehe Hauptartikel | Kreuzgangstraße 10 (rechts)               |
| 11 (alt 9) | Kreuzgangstraße 11 | siehe Hauptartikel | Kreuzgangstraße 11                        |